# Moeda digital do banco central
Moeda digital de banco central (inglês: Central bank digital currency, CBDC) é a forma digital ou eletrônica da moeda fiduciária estabelecida como dinheiro através da regulação de um governo, lei ou autoridade monetária. Em estágio hipotético, alguns países já programam sua circulação: o Banco Central do Brasil criou, na segunda metade de 2020, um grupo de estudo para a circulação da moeda digital, que possivelmente já será uma realidade em 2022. O Banco Central da Suécia começou testes com sua moeda digital, a e-krona, no começo de 2020. Também há experiências na África, como na Tunísia, Nigéria, Zâmbia e Quênia, mas com alcance e uso limitados, com uma tentativa fracassada por parte do governo senegalês em 2016.
O atual conceito dessa moeda foi diretamente inspirado pelo Bitcoin. CBDCs são, em parte, semelhantes e diferentes das demais criptomoedas em circulação hoje em dia. A principal diferença entre as CBDC e moedas virtuais são sua emissão. Criptomoedas, comumente, não são emitidas nem controladas por um governo ou instituição central. Em outras palavras, são descentralizadas. Obviamente, as moedas digitais de bancos centrais são centralizadas no banco central do país, como o nome sugere. A criação e a implementação de CBDC nem mesmo requer algum tipo de registro distribuído, como blockchains no caso das criptomoedas.
Atualmente há diversos países realizando estudos sobre as CBDC, com destaque para a China que já possui um projeto bastante avançado (DCEP).
O Brasil também está desenvolvendo a sua CBDC, tendo sido lançado oficialmente em outubro de 2022 por meio da emissão de tokens digitais na plataforma de testes do Banco Central. Existe a perspectiva de que essa inovação chegue ao cidadão entre 2023 e 2024, mas o BC ainda definirá a data exata, tão logo termine a fase de testes e outras providências como análise jurídica e contraprova de terceiros (bancos e outras instituições financeiras).
Apesar de as CBDC serem consideradas instrumentos financeiros modernos, é altamente improvável que venham a substituir o dinheiro em papel e moedas de forma repentina. O mais provável é que esse processo leve anos para ser finalizado. Mas isso dependerá muito das vantagens para o cidadão e das políticas governamentais. 
Também é improvável que as CBDC substituam o Bitcoin, e vice-versa. São tecnologias que tem alguma similaridade, mas cada uma tem a sua finalidade. A CBDC será uma moeda de curso forçado no padrão digital, com controle total pelo Banco Central de cada país emissor. Já o Bitcoin é uma criptomoeda inteiramente baseada no conceito de descentralização, ou seja, não existe uma entidade que seja dona do Bitcoin.

## Benefícios e implicações
Os governos e os bancos centrais estão a estudar os CBDC e o seu impacto na disponibilidade de serviços financeiros, no crescimento económico, na inovação tecnológica e na eficiência bancária. Os potenciais benefícios incluem:
- Eficiência tecnológica: em vez de depender de intermediários como os bancos e as câmaras de liquidação, as remessas e os pagamentos podem ser efectuados em tempo real, diretamente do ordenante para o beneficiário.
- Segurança do sistema de pagamento: Ferramenta de pagamento digital segura e em conformidade com as normas,[11] emitida e gerida pelo Banco Central e utilizada como instrumento de pagamento digital nacional, aumenta a confiança nos sistemas monetários de controlo privado e aumenta a confiança em todo o sistema de pagamentos nacional[12][13]
- Acesso a serviços financeiros: as contas de dinheiro seguro nos bancos centrais podem ser um instrumento poderoso de acesso a serviços financeiros, permitindo que qualquer residente legal ou cidadão tenha uma conta bancária básica gratuita ou de baixo custo.
- Prevenção de actividades ilegais: O CBDC permite ao banco central seguir a localização exacta de cada unidade monetária (o que sugere uma forma mais provável de base de dados centralizada)[14]
- Confirmação da transação: existe um registo digital que confirma a passagem do dinheiro de mão em mão entre duas partes, evitando os problemas inerentes ao dinheiro vivo, como a contagem, o roubo de dinheiro e os testemunhos contraditórios.